# Maskenbienen

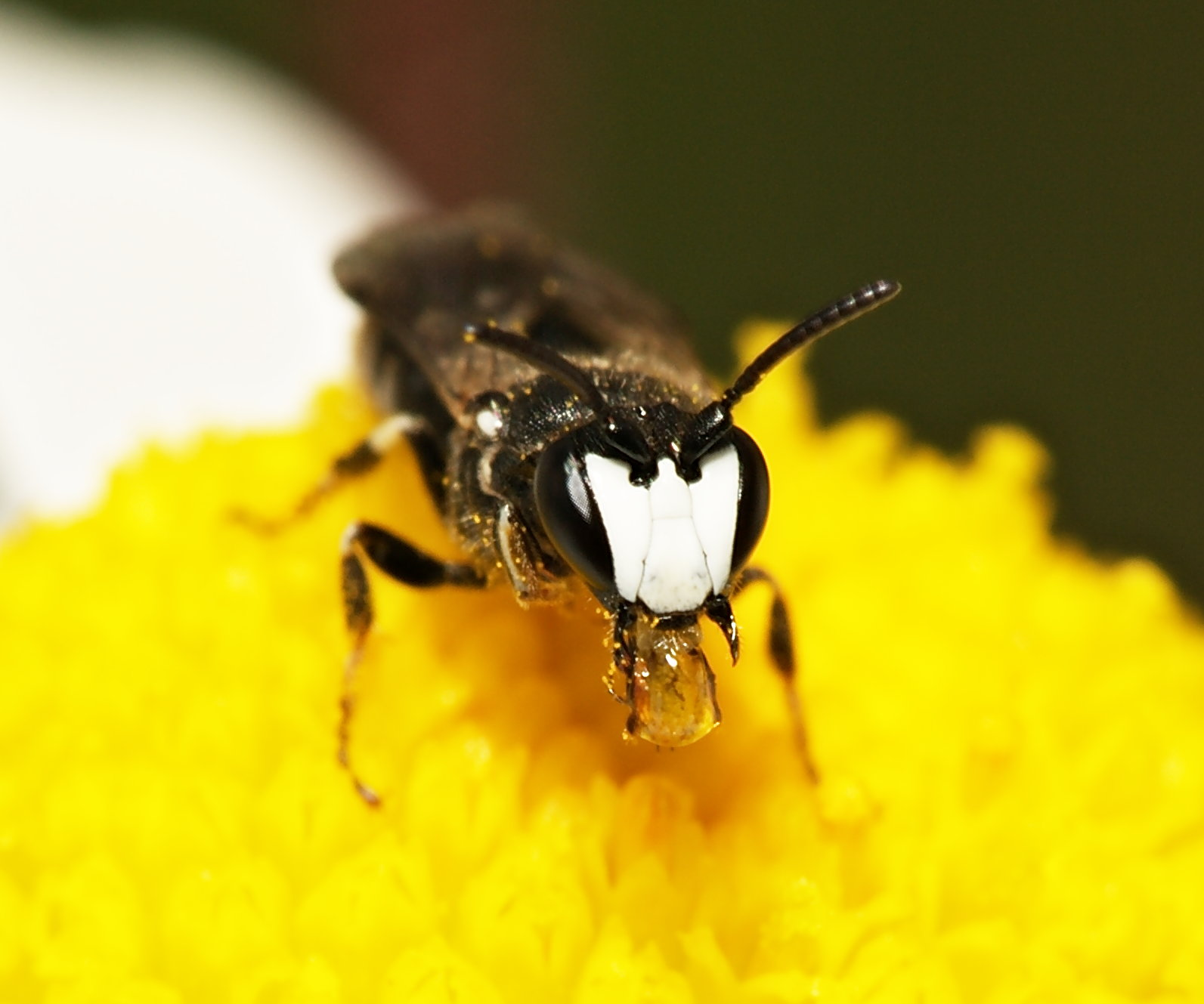
Männchen von Hylaeus nigritus mit für die Gattung charakteristischer Gesichtsmaske

Die Maskenbienen (Hylaeus) sind eine kosmopolitische Gattung aus der Familie der Colletidae innerhalb der Bienen. Von ihnen sind 79 Arten in Europa heimisch, in Mitteleuropa sind es 45. 59 Arten, die in der Untergattung Nesoprosopis zusammengefasst sind, kommen auf Hawaii vor. Die größte Artenvielfalt hat sich in Australien entwickelt. Ihren deutschen Namen haben die Tiere wegen der insbesondere bei den Männchen deutlich ausgebildeten gelben oder weißen Gesichtsmaske.

## Merkmale
Die Maskenbienen erreichen in Europa je nach Art und Geschlecht eine Körperlänge von etwa 3,5 bis etwa 10,0 Millimetern. Sie unterscheiden sich von den anderen Gattungen der Apidae durch ihre gelbe oder weiße Gesichtsmaske und eine kurze zweilappige Zunge, die ansonsten nur bei den Seidenbienen (Colletes) vorkommt. Im Vorderflügel haben sie zwei Cubitalzellen (Colletes hingegen drei). Die Gesichtsmaske der Weibchen ist meist nur durch Punkte oder schmale Streifen zwischen dem Innenrand der Facettenaugen und dem Clypeus ausgebildet und fehlt bei manchen Arten vollständig. Bei den Männchen hingegen besteht die Maske meist aus der gesamten, Clypeus, Seitenflecken und Stirnschildchen umfassenden, unteren Gesichtshälfte. Die weiße oder gelbe Einfärbung kann auch noch den Fühlerschaft, das Labrum und die Mandibeln mit umfassen. Der Fühlerschaft ist bei den Männchen vieler Arten deutlich verbreitert. Daneben weisen die ansonsten komplett schwarz gefärbten sowie sehr kurz und nur locker behaarten Tiere kleine helle Flecken auf dem Thorax und an den Beinen auf. Lediglich drei Arten der heimischen Fauna besitzen zudem einen basal rot gefärbten Hinterleib. Die Weibchen der Gattung besitzen keine Sammelbehaarung, da sie den gesammelten Pollen im Kropf transportieren. Die meisten Arten der Maskenbienen können nur schwer voneinander unterschieden werden.

## Verbreitung und Lebensraum

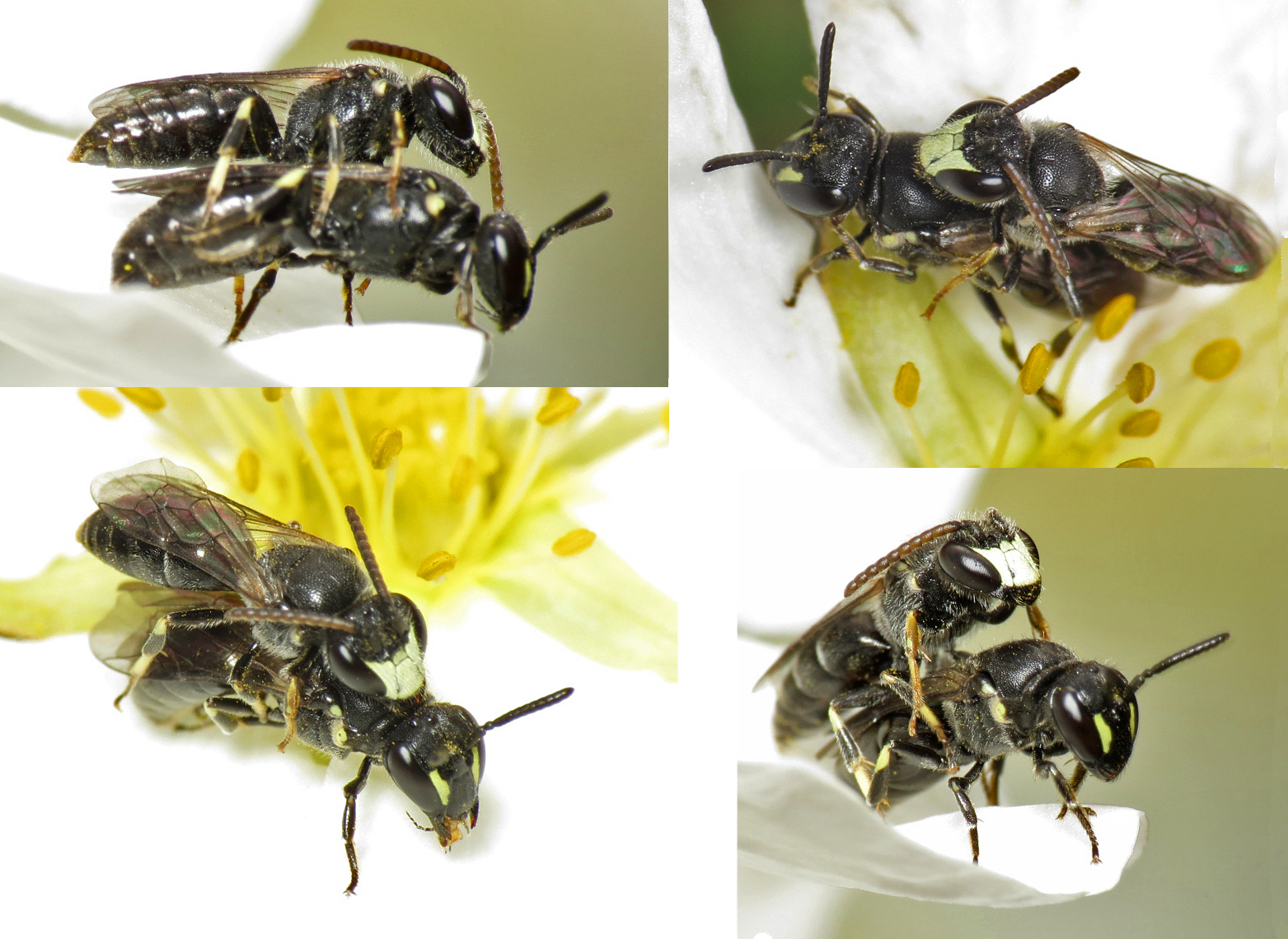
Mauer-Maskenbiene (Hylaeus hyalinatus) Kopulation

Die Gattung Hylaeus kommt auf allen Kontinenten vor, mit Ausnahme von Antarktika und einigen Inseln. Besonders viele Arten sind in Australien verbreitet. Aus Deutschland sind 39 Arten bekannt.
Die Tiere besiedeln Waldränder, Hecken, Sand- und Lehmgruben, aber auch Parks und Gärten. Einzelne Arten bevorzugen dabei bestimmte Lebensräume, wie etwa Hylaeus pectoralis Röhricht oder Hylaeus rinki Wälder. Hylaeus nivalis ist in den Alpen auch deutlich über der Baumgrenze zu beobachten.

## Lebensweise
Die Maskenbienen fliegen in der nördlichen Hemisphäre von Mai bis Mitte September meist in einer Generation, nur manche Arten bilden auch eine unvollständige zweite Generation aus.

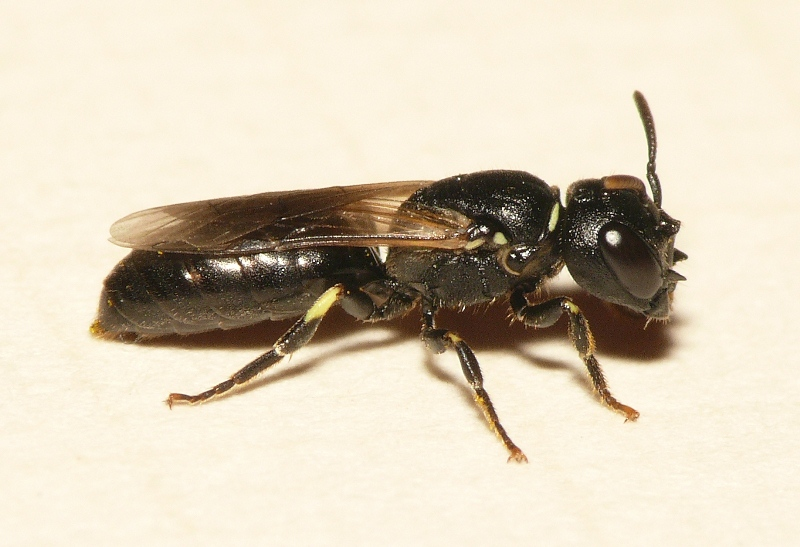
Hylaeus cornutus, Weibchen

Die Weibchen der meisten Arten legen ihre Nester in bereits existierenden Hohlräumen, wie etwa Käferfraßgängen oder verlassenen Nestern anderer Stechimmen in Totholz an. Es gibt jedoch auch Arten wie z. B. Hylaeus gracilicornis, die ihre Nester in den Stängeln von Brombeeren anlegen, deren Mark sie aushöhlen. Hylaeus pectoralis legt ihre Nester in den Schilfgallen von Fliegen der Gattung Lipara an. Andere Arten legen ihre Nester in Erdnestern anderer Bienen (Hylaeus variegatus), in Löss- und Lehmwänden (Hylaeus hyalinatus) oder in Mauerritzen und Lücken zwischen Steinen an (Hylaeus nigritus). Meistens sind die ausschließlich solitären Nester auf Grund der Gegebenheiten gerade angelegt, sodass die einzelnen Brutzellen zylindrisch hintereinander angelegt werden, es werden jedoch auch unregelmäßige Hohlräume besiedelt, in denen die Brutzellen unregelmäßig geformt und angeordnet werden. Die einzelnen Brutzellen werden aus einem elastischen, cellophanartigen Gewebe, das aus Drüsensekreten produziert wird, angefertigt. Bei manchen Arten wird aus diesem Gewebe mit radial von außen nach innen verlaufende Fasern der Nesteingang provisorisch während der Sammelflüge für die Nahrungsvorräte der Brut vor Eindringlingen geschützt. Diese Fasern sind weder an den Enden im Zentrum der Nestöffnung noch an den Seiten miteinander verbunden und liegen dann beim Betreten und Verlassen des Nestes eng am Körper des Weibchens an. Der für die Larven eingebrachte Nektar- und Pollenbrei ist sehr feucht bis fast flüssig. Da die Bienen keine Pollentransportorgane besitzen, wird der Pollen mit einem Borstenkamm auf der Kaulade (Galea) der Maxille abgestreift, verschluckt und im Kropf transportiert. Im Nest wird er dann gemeinsam mit Nektar hervorgewürgt. Endgültig wird das Nest ebenso mit Drüsensekreten verschlossen. Die neue Generation überwintern als Larven und verpuppen sich ohne Kokon im nächsten Frühjahr.
Die Männchen schwärmen auf der Suche nach Weibchen an Nistplätzen und Blüten. Sie übernachten einzeln oder in Gruppen in Hohlräumen oder an Stängeln.
Nur von drei Arten wird bislang davon ausgegangen, dass sie Pollen nur von bestimmten Pflanzengattungen bzw. Familien sammeln (Oligolektie). Hylaeus punctulatissimus sammelt an Lauch (Allium), Hylaeus signatus an Reseda (Reseda) und Hylaeus nigritus an Korbblütlern (Asteraceae). Die übrigen Arten sammeln unspezialisiert an verschiedensten Pflanzen (Polylektie).
Als Parasiten der Maskenbienen sind Schmalbauchwespen (Gasteruptionidae) bekannt.

## Arten (Mitteleuropa)
- Hylaeus alpinus (Morawitz, 1867)
- Hylaeus angustatus (Schenck, 1861)
- Hylaeus annularis (Kirby, 1802)
- Hylaeus annulatus (Linnaeus, 1758)
- Hylaeus bifasciatus (Jurine, 1807)
- Hylaeus brevicornis Nylander, 1852
- Hylaeus cardioscapus Cockerell, 1924
- Hylaeus clypearis (Schenck, 1853)
- Hylaeus communis Nylander, 1852
- Hylaeus confusus Nylander, 1852
- Hylaeus cornutus Curtis, 1831
- Hylaeus crassanus (Warncke, 1972)
- Hylaeus difformis (Eversmann, 1852)
- Hylaeus duckei (Alfken, 1904)
- Hylaeus euryscapus Förster, 1871
- Hylaeus gibbus Saunders, 1850
- Hylaeus glacialis Morawitz, 1872
- Hylaeus gracilicornis (Morawitz, 1867)
- Hylaeus gredleri Förster, 1871
- Hylaeus hyalinatus Smith, 1842
- Hylaeus imparilis Förster, 1871
- Hylaeus kahri Förster, 1871
- Hylaeus lepidulus Cockerell, 1924
- Hylaeus leptocephalus (Morawitz, 1870)
- Hylaeus lineolatus (Schenck, 1861)
- Hylaeus meridionalis Förster, 1871
- Hylaeus moricei (Friese, 1898)
- Hylaeus nigritus (Fabricius, 1798)
- Hylaeus nivaliformis Dathe, 1977
- Hylaeus nivalis (Morawitz, 1867)
- Hylaeus pectoralis Förster, 1871
- Hylaeus pfankuchi (Alfken, 1919)
- Hylaeus pictipes Nylander, 1852
- Hylaeus pilosulus (Pérez, 1903)
- Hylaeus punctatus (Brullé, 1832)
- Hylaeus punctulatissimus Smith, 1842
- Hylaeus rinki (Gorski, 1852)
- Hylaeus signatus (Panzer, 1798)
- Hylaeus sinuatus (Schenck, 1853)
- Hylaeus spilotus Förster, 1871
- Hylaeus styriacus Förster, 1871
- Hylaeus taeniolatus Förster, 1871
- Hylaeus trinotatus (Pérez, 1895)
- Hylaeus tyrolensis Förster, 1871
- Hylaeus variegatus (Fabricius, 1798)

## Taxonomie/Systematik
Die Gattung Hylaeus wurde von einigen Autoren unter dem Namen Prosopis geführt. Die Gattung umfasst etwa 660 Arten in 48 Untergattungen. Auch unter den einheimischen Hylaeus Arten gibt es noch eine Reihe von taxonomischen Unklarheiten, zum Beispiel die H. brevicornis-Gruppe (H. gredleri, H. kahri, H. intermedius und H. imparilis). Eine Reihe von taxonomischen Fragen, wie die Klärung der H. gibbus-Gruppe (siehe H. confusus) wurden erst kürzlich bearbeitet.
Da die Hylaeus-Arten keine Sammelbehaarung haben, kurze Rüssel (Glossa) haben und äußerlich manchen Grabwespen sehr ähnlich sind, wurden sie oft als „Urbienen“ bezeichnet und vermutet, dass sie von Crabronidae abstammen. Dies wurde aber durch neuere Untersuchungen widerlegt.